# Número de Erdős-Bacon

Diagrama que demuestra el funcionamiento del Número de Erdős. Se aplica el mismo sistema para el Número de Bacon.

El Número Erdős-Bacon de una persona es la suma de un número de Bacon con un número de Erdős, el cual mide la «distancia laboral colaborativa» entre autoridades del área matemática, entre aquella persona y el matemático húngaro Paul Erdős, lo cual representa el número de enlaces en el área matemática, y a través de actuaciones en películas, mostrando cuán la persona está separada del actor estadounidense Kevin Bacon. El más bajo número es el más cercano a Erdős y Bacon, el cual refleja un pequeño fenómeno mundial en la academia matemática y el entretenimiento.
Para tener un número de Erdős-Bacon definido, es necesario de tener ambos: haber aparecido en una película con Bacon y haber coescrito un papel académico, a pesar de que esto en y de él no es suficiente.

## Científicos
El matemático Daniel Kleitman tiene un número de Erdős–Bacon de 3, el cual es el más bajo entre los científicos. Él coescribió papeles con Erdős y tiene un número de Bacon de 2 por Minnie Driver.
El matemático Doron Zeilberger tiene un número de Erdős–Bacon de 5. El científico de Ordenador Tom Porter también tiene un Erdős–Bacon de 5; 3 para Erdős en dos maneras y 2 para Bacon. 
El físico Richard Feynman tiene un Erdős número de 3, y un número de Bacon de 3, habiendo aparecido en la película Anti-Reloj al lado Tony Tang.
El genetista Jonathan Pritchard aparecido en la 1998 película Sin Límites  cuál le da un número de Bacon de 2.  Pritchard tiene un Erdős número de 4. Esto le da un número de Erdős-Bacon de 6.
El genetista Joseph Terwilliger tiene un número de Erdös-Bacon de 6.  Su número de Bacon de 3 proviene su aspecto con Dennis Rodman en Dennis Rodman  Big Bang en Pyongyang, quién apareció en Equipo Doble con Mickey Rourke quién apareció en Diner con Kevin Bacon.  Su número de Erdös 3 proviene publicar con Eric Lander [la    quién publicó con Daniel Kleitman quién publicó con Erdös.
El físico teórico Stephen Hawking tiene un número de Erdös-Bacon de 6: su número de Bacon es 2 (actuó con John Cleese en Monty Python Live (Mostly) quién actuó al lado Kevin Bacon en El Cuadro Grande) es más bajo que su número de Erdős de 4.

## Actores
La actriz estadounidense Natalie Portman tiene un número de Erdős–Bacon de 7. Ella colaboró (utilizando su nombre de nacimiento, Natalie Hershlag) con Abigail A. Baird, quien tiene un camino de colaboración que dirige a Joseph Gillis, quien tiene un número de Erdős de 1. Por otro lado, Portman apareció en la película Un Ruido Potente Vivo (2009) con Sarah Michelle Gellar, quien apareció en The Air I Braith (2007) con Bacon, dando a Portman un número de Bacon de 2 y un número de Erdős de 5.        
El actor canadiense Albert M. Chan tiene un número de Erdős–Bacon de 4. Él coautorizó un papel revisado en Multiplexación por división de frecuencias ortogonales, dándole un número de Erdős de 3, y estuvo lanzado al lado Kevin Bacon en Patriots Day, dándole un número de Bacon de 1.
El actor Misha Collins, quién juega Castiel en Supernatural, tiene un número de Erdős–Bacon de 6. Él coautorizó el papel, la 2D forma estructura dataset: Un usuario anotó base de datos de acceso abierto, con Kathryn Leonard, quien co-authored un papel con Carola Wenk, quien co-authored con Boris Aronov, quién tiene un Erdős número de 1, dando Collins un Erdős número de 4. Aparezca cuando "Tony" con Whoopi Goldberg en Chica, Interrumpido, quién apareció con Bacon en <i id="mwkA">Destino Anywhere</i>, dándole un número de Bacon de 2.
Daniela McKellar, quien actuó como Winnie Cooper en Los Años Maravillosos, tiene un número de Erdős–Bacon de 6, habiendo coescrito un papel de matemáticas publicado mientras un undergraduate en la Universidad de California, Los Ángeles. Su papel le da un Erdős número de 4, y  tiene un número de Bacon de 2, habiendo trabajado con Margaret Easley.
El actor británico Colin Firth tiene un número de Erdős–Bacon de 7. Firth está abonado tan coautor de un papel de neurociencia, "las orientaciones Políticas Son Correlativas con Estructura de Cerebro en Adultos Jóvenes", después de que  sugiera encima Radio de BBC 4 que tal estudio podría ser hecho. Otro autor de aquel papel, Geraint Rees, tiene un Erdős número de 5, el cual da Firth un Erdős número de 6. Firth  número de Bacon de 1 se debe a su aspecto en Donde las Mentiras de Verdad.
Kirsten Stewart tiene un número de Erdős–Bacon de 7;  está abonada como coautora a un papel de inteligencia artificial que estuvo escrito después de una técnica estuvo utilizada para su cortometraje Venido Nada, dándole un número de Erdős de 5, y actuó junto a Michael Sheen en Crepúsculo, quién actuó con Bacon en Helada/Nixon, dándole un número de Bacon de 2.

## Tabla deNúmeros de Erdős-Bacon
| Nombre                | Número de Erdős    | Número de Bacon | Número de Erdős–Bacon |
| --------------------- | ------------------ | --------------- | --------------------- |
| Stephen Hawking       | 4                  | 2               | 6                     |
| Albert M. Chan        | 3                  | 1               | 4                     |
| Misha Collins         | 4                  | 2               | 6                     |
| Natalie Portman       | 5                  | 2               | 7                     |
| Mayim Bialik          | 5                  | 2               | 7                     |
| Carl Sagan            | 4                  | 2               | 6                     |
| Kirsten Stewart       | 5                  | 2               | 7                     |
| William A. Dembski    | 4                  | 2               | 6                     |
| Richard Feynman       | 3                  | 3               | 6                     |
| Colin Firth           | 6                  | 1               | 7                     |
| Ken Goldberg          | 3                  | 3               | 6                     |
| Daniel Kleitman       | 1                  | 2               | 3                     |
| Robert Knight         | 4                  | 2               | 6                     |
| Robert J. Marks II    | 3                  | 2               | 5                     |
| Daniela McKellar      | 4                  | 2               | 6                     |
| Nicholas Metropolis   | 2                  | 2               | 4                     |
| Tom Porter            | 3 (de dos maneras) | 2               | 5                     |
| Jonathan Pritchard    | 4                  | 2               | 6                     |
| Amanda Ruiz           | 3                  | 3               | 6                     |
| Jared Van Snellenberg | 4                  | 2               | 6                     |
| Steven Strogatz       | 3                  | 1               | 4                     |
| Joseph Terwilliger    | 3                  | 3               | 6                     |
| Richard Thaler        | 3                  | 2               | 5                     |
| Jeff Westbrook        | 3                  | 3               | 6                     |
| Doron Zeilberger      | 2                  | 3               | 5                     |